# Bacchylide
Bacchylide, en grec ancien Βακχυλίδης / Bakkhylídês (début du Ve siècle av. J.-C.), est un poète lyrique grec.

## Biographie
Né à Ioulis, dans l'île de Céos, il est le neveu et l'élève du poète Simonide de Céos. Il le suit à la cour du tyran Hiéron de Syracuse, dont il célèbre la victoire en 476 aux Jeux olympiques, à l'instar de Pindare (Première olympique), dont il est le grand rival. Il est ensuite le protégé des cours de Thessalie, de Macédoine ou encore de Sicile. Loin de se cantonner à l'épinicie (ode au vainqueur des Jeux panhelléniques), il compose également des hymnes aux dieux et aux souverains, par exemple Alexandre, fils du roi Amyntas Ier. Il se fixe ensuite à Athènes où il remporte de nombreux concours.
La fin de sa vie nous est mal connue. Il est peut-être revenu à Céos, dont il chante l'athlète Lachon, un vainqueur aux Jeux olympiques, dans ses Odes 6 et 7. Selon certains auteurs, il est exilé et trouve refuge à Sparte, hypothèse que semble appuyer l'Ode 9 et le dithyrambe Idas.

## Œuvre
La tradition attribue à Bacchylide six livres d'hymnes aux dieux, trois livres d'éloges et un livre d'épinicies. Jusqu'en 1897, seuls des fragments nous demeuraient, quand deux rouleaux de papyrus, du Ier ou IIe siècle de notre ère, furent trouvés en Égypte. Ils se révélèrent contenir une vingtaine des poèmes de Bacchylide, très lacunaires néanmoins :
- Ode 1 : pour Argéios de Céos, vainqueur au combat de boxe des garçons, Jeux Isthmiques, date inconnue ;
- Ode 2 : pour le même, vainqueur au combat de boxe des garçons, Jeux isthmiques, date inconnue ;
- Ode 3 : pour Hiéron de Syracuse, vainqueur à la course de chars, Jeux olympiques, 468 ;
- Ode 4 : pour le même, vainqueur à la course de chars, Jeux delphiques, 470 ;
- Ode 5 : pour le même, vainqueur à la course de chevaux, Jeux olympiques, 476 ;
- Ode 6 : pour Lachon de Céos, vainqueur de la course à pied des garçons, Jeux olympiques, 452 ;
- Ode 7 : pour le même, vainqueur de la course à pied des garçons, Jeux olympiques, 452 ;
- Ode 8 : pour Liparion de Céos (?) ;
- Ode 9 : en l'honneur d'Automède de Phlionte, vainqueur du pentathlon aux Jeux néméens ;
- Ode 10 : pour Pasias d'Athènes, vainqueur de la course à pied aux Jeux isthmiques, date inconnue ;
- Ode 11 : pour Alexidame de Métaponte, vainqueur de la lutte des garçons aux Jeux delphiques, date inconnue :
- Ode 12 : pour Tisias d'Égine, vainqueur de la lutte aux Jeux néméens, date inconnue ;
- Ode 13 : pour Pythéas d'Égine, vainqueur du pancrace des garçons aux Jeux néméens, 483 (?) ;
- Ode 14 : pour Cléoptolème de Thessalie, vainqueur de la course de chars aux Jeux pétréens, date inconnue ;
- Ode 14b : pour Aristotélès de Larissa, vainqueur d'une course hippique ;
- Ode 15 (Péan[2]) : les fils d'Anténor, ou Hélène réclamée ;
- Ode 16 (Péan) : Héraclès (ou Déjanire), pour les Delphiens ;
- Ode 17 (Dithyrambe 1) : Thésée ;
- Ode 18 (Dithyrambe 2) : Thésée ;
- Ode 19 (Dithyrambe 3) : Io, pour les Athéniens, ;
- Ode 20 (Dithyrambe 4) : Idas, pour les Spartiates.

## Éditions
- Jean Irigoin, Jacqueline Duchemin et Louis Bardollet, Bacchylide, dithyrambes, épinicies, fragments, Belles Lettres, Collection des universités de France, 1993 (édition critique et traduction) ;
- (de) H. Maehler, Die Lieder des Bakchylides, Leyde, 1982 (édition critique, commentaires et traduction).